# Jeannot Krecké
Jeannot Krecké, né le 26 avril 1950 à Luxembourg (Luxembourg), est un footballeur et homme politique luxembourgeois, membre du Parti ouvrier socialiste luxembourgeois (LSAP).

## Biographie
Ministre de l'Économie et du Commerce extérieur depuis le 31 juillet 2004 dans le gouvernement Juncker-Asselborn II, poste dont il démissionna en 2012. Dès avant sa démission il siége au conseil d'administration d'Arcelor-Mittal. En 2013, il est réélu à la présidence du conseil d'administration de ce groupe. Entre 2013 et 2015, Jeannot Krecké est l'un des membres de l’Advisory Board de CFG Capital de l'homme d'affaires Pierre Louvrier.
Dans une vie antérieure, il était professeur d'éducation physique et sportive, essentiellement au Lycée technique d'Ettelbruck. Il reçut sa formation à l'université libre de Bruxelles (ULB).  
Jeannot Krecké est également un ancien joueur de football qui a joué 18 fois en équipe du Luxembourg de football.